# Grúz lari
A grúz lari Grúzia jelenlegi hivatalos pénzneme, melyet az ország egész területén használnak, kivéve Abházia és Dél-Oszétia területeit. A lari és a tetri ősi grúz pénznevek.

## Története

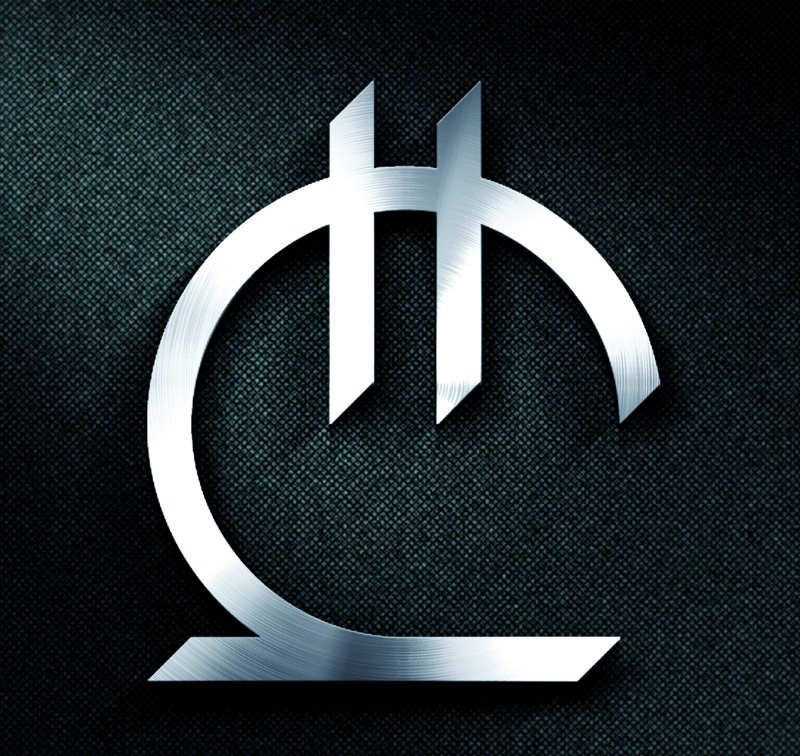
a lari szimbóluma

Grúziában 1993-ban váltotta fel az addig használt szovjet rubelt egy ideiglenes kuponpénz (kupon lari), mely csak papírpénz formájában létezett, és olyan szokatlan címletei voltak, mint a 3000, 30 000 és a 150 000 lari. A kuponpénz igen gyorsan elértéktelenedett, ezért 1995. október 2-án az átmeneti fizetőeszköz helyett a jelenlegi larit vezették be 1 lari = 1 000 000 kupon arányban. Az új valuta azóta elég szilárdan őrzi értékét.
2014 júliusában mutatta be a nemzeti bank elnöke, Giorgi Kadagidze a új lari szimbólumát. Az új szimbólumra pályázni lehetett, és végül a Malhaz Svelidze tervezte jel nyert.

## Érmék
| kép    | kép    | névérték | tulajdonságok | tulajdonságok | tulajdonságok | tulajdonságok                                 | tulajdonságok | leírás           | leírás                             | leírás  | dátumok | dátumok    | dátumok     |
| előlap | hátlap | névérték | átmérő        | vastagság     | tömeg         | összetétel                                    | szín          | előlap           | hátlap                             | szegély | verés   | kibocsátás | visszavonás |
| ------ | ------ | -------- | ------------- | ------------- | ------------- | --------------------------------------------- | ------------- | ---------------- | ---------------------------------- | ------- | ------- | ---------- | ----------- |
|        |        | 1 tetri  | 15 mm         | 1,25 mm       | 1,38 g        | acél                                          | ezüst         | Borjgali, évszám | 1, თეთრი, szőlő                    | sima    | 1993    | 1993       | 2021        |
|        |        | 2 tetri  | 17,5 mm       | 1,25 mm       | 1,9 g         | acél                                          | ezüst         | Borjgali, évszám | páva, 2, თეთრი                     | sima    | 1993    | 1993       | 2021        |
|        |        | 5 tetri  | 20 mm         | 1,32 mm       | 2,50 g        | acél                                          | ezüst         | Borjgali, évszám | oroszlán emlékmű, 5, თეთრი         | sima    | 1993    | 1993       | forgalomban |
|        |        | 10 tetri | 22 mm         | 1,27 mm       | 3 g           | acél                                          | ezüst         | Borjgali, évszám | Szent György oroszlánja, 10, თეთრი | sima    | 1993    | 1993       | forgalomban |
|        |        | 20 tetri | 25 mm         | 1,62 mm       | 5 g           | acél                                          | ezüst         | Borjgali, évszám | Pirosmani, 20, თეთრი               | sima    | 1993    | 1993       | forgalomban |
|        |        | 50 tetri | 19 mm         | 1,4 mm        | 2,5 g         | réz                                           | sárga         | Borjgali, évszám | Griff, 50, თეთრი                   | sima    | 1993    | 1993       | 2018        |
|        |        | 50 tetri | 24 mm         | 1,9 mm        | 6,5 g         | kupronikkel                                   | ezüst         | Borjgali, évszám | 50, თეთრი                          | recés   | 2006    | 2006       | forgalomban |
|        |        | 1 lari   | 26,2 mm       | 1,95 mm       | 7,8 mm        | kupronikkel                                   | ezüst         | Borjgali, évszám | 1, ლარი, címer                     | recés   | 2006    | 2006       | forgalomban |
|        |        | 2 lari   | 27 mm         | 2,15 mm       | 8 g           | mag: réz–alumínium–nikkel. gyűrű: kupronikkel | sárga         | Borjgali, évszám | 2, ლარი, címer                     | recés   | 2006    | 2006       | forgalomban |

## Bankjegyek
A bankjegysorozat első két tagját, az 1 laris és 2 laris bankjegyet 2006-ban kivonták a forgalomból.
2006-ban bejelentették, hogy a 2007-es évben 200 laris bankjegyet bocsátanak ki.

### 2002-es sorozat
| Kép    | Kép    | Névérték | Méret       | Szín        | Leírás                 | Leírás                            | Dátumok             | Dátumok     |
| Előlap | Hátlap | Névérték | Méret       | Szín        | Előlap                 | Hátlap                            | kibocsátás          | visszavonás |
| ------ | ------ | -------- | ----------- | ----------- | ---------------------- | --------------------------------- | ------------------- | ----------- |
|        |        | 1 lari   | 115 × 61 mm | fehér       | Niko Piroszmani        | Tbiliszi                          | 2002. augusztus 5.  | 2018        |
|        |        | 2 lari   | 115 × 61 mm | rózsa       | Zakaria Paliasvili     | Tbiliszi operaház                 | 2002. augusztus 5.  | 2018        |
|        |        | 5 lari   | 115 × 61 mm | barna       | Ivane Dzsavakisvili    | Tbiliszi Állami Egyetem           | 2002. augusztus 5.  | 2018        |
|        |        | 10 lari  | 125 x 63 mm | kék         | Akaki Cereteli         | Davit Kakabadze: Imereti alkotása | 2002. augusztus 5.  | 2018        |
|        |        | 20 lari  | 131 x 65 mm | sötétsárga  | Ilia Csavcsavadze      | Vahtang Gorgaszali király         | 2002. augusztus 5.  | 2018        |
|        |        | 50 lari  | 135 x 66 mm | sötétzöld   | I. Tamar grúz királynő | Sagittarius                       | 2004. november 9.   | 2018        |
|        |        | 100 lari | 140 x 67 mm | világoszöld | Sota Rusztaveli        | Martvili monostor                 | 2004. november 9.   | 2018        |
|        |        | 200 lari | 146 x 72 mm | sárga       | Kakucsa Colokasvili    | Szuhumi                           | 2007. augusztus 15. | 2018        |

### 2016-os sorozat
2015 novemberében bejelentették, hogy megújítják a bankjegyeket. 2019 október 1-jén bocsátják ki a 10 laris bankjegyet.
| Kép    | Kép    | Névérték | Méret       | Szín         | Leírás                                          | Leírás                                                                    | Dátumok             | Dátumok     |
| Előlap | Hátlap | Névérték | Méret       | Szín         | Előlap                                          | Hátlap                                                                    | kibocsátás          | visszavonás |
| ------ | ------ | -------- | ----------- | ------------ | ----------------------------------------------- | ------------------------------------------------------------------------- | ------------------- | ----------- |
|        |        | 5 lari   | 122 x 66 mm | magenta zöld | Ivane Dzsavakisvili                             | Niko Pirosmani: Cséplés és halász vörös ingben című festményének részlete | 2017. szeptember 1. | forgalomban |
|        |        | 10 lari  | 127 x 66 mm | kék          | Akaki Tsereteli, és az ő Tavasz című költeménye | David Kakabadze Anya című képe                                            | 2019. október 1.    | forgalomban |
|        |        | 20 lari  | 132 x 66 mm | magenta zöld | Iveria újság, Ilia Chavchavadze                 | a 18. századi Tbiliszi a Narikala erőddel                                 | 2016 február        | forgalomban |
|        |        | 50 lari  | 137 x 68 mm | zöld         | Vardzia monostor, I. Tamar grúz királynő        | Sagittarius                                                               | 2016 február        | forgalomban |
|        |        | 100 lari | 142 x 70 mm | ibolya       | Sota Rusztaveli                                 | Zakaria Paliashvili Állami Akadémiai Opera és Balettszínház               | 2016 november       | forgalomban |